# گردآوری
گردآوری یا مظنونین تحت‌نظر (انگلیسی: The Round-Up) که با نام ناامیدها (مجاری: Szegénylegények) نیز شناخته می‌شود، یک فیلم درام مجارستانی به کارگردانی میکلوش یانچو محصول سال ۱۹۶۶ است. از بازیگران آن می‌توان به یانوش گربه، زلتان لاتینوویچ، گابور آگاردی و یوژف ماداراش اشاره کرد.